# Denis Urubko

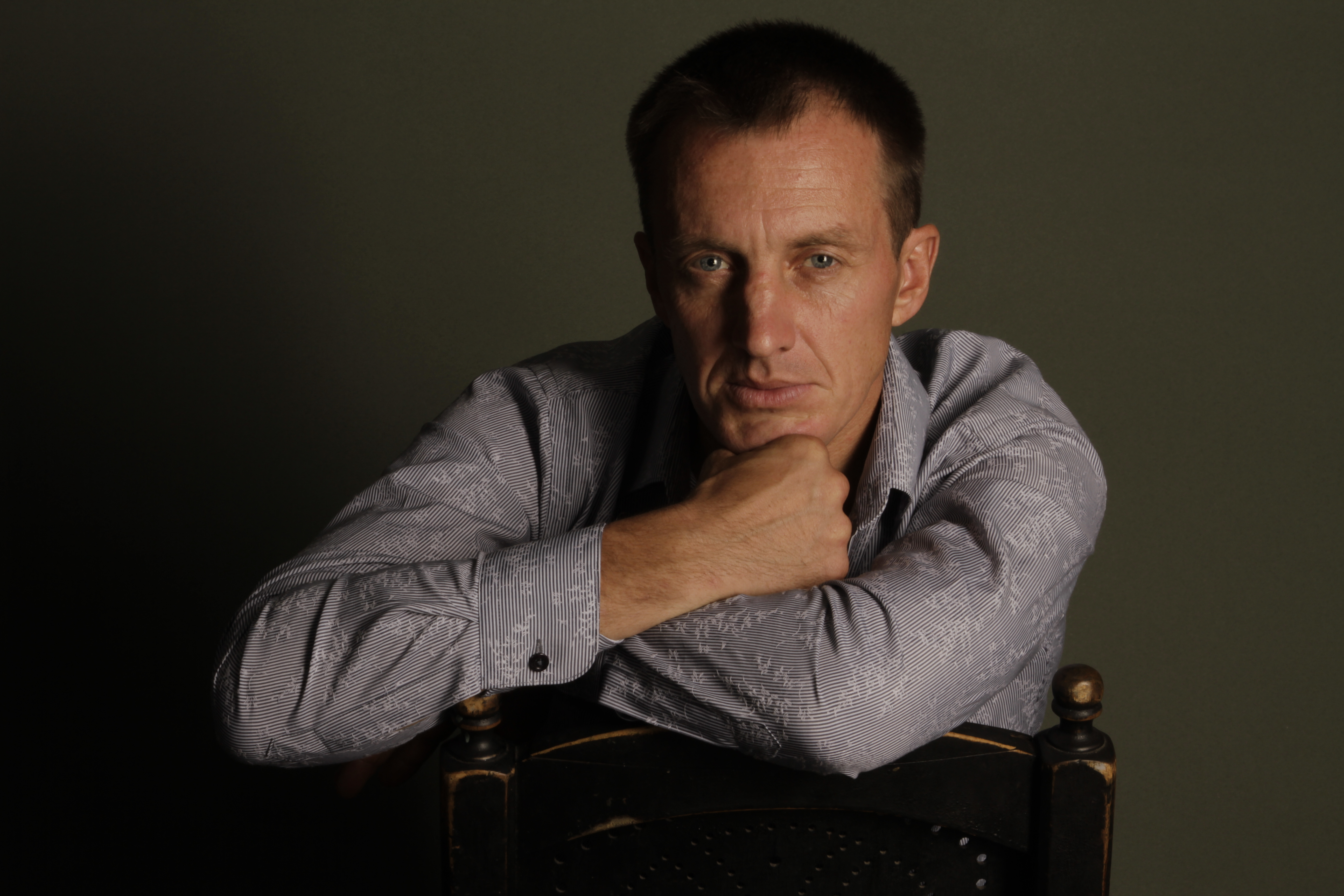
Denis Urubko (2010)

Denis Urubko (* 29. Juli 1973 in Newinnomyssk, Region Stawropol, Sowjetunion) ist ein polnisch-kasachischer Bergsteiger. Er ist der 15. Bergsteiger, dem die Besteigung aller Achttausender gelang und der achte, der diese Leistung ohne zusätzlichen Sauerstoff vollbrachte. Zudem schaffte er zusammen mit Simone Moro die erste Winterbesteigung des Makalu und die des Gasherbrum II. 

## Leben
Urubko ist der Sohn eines Topografen und Jägers, durch den sein Interesse für die Berge geweckt wurde. Wegen seines allergischen Asthmas zog die Familie 1987 vom Nordkaukasus auf die Insel Sachalin. Nach Beendigung der Schule ging Urubko 1990 alleine nach Wladiwostok, um Schauspieler, Kameramann und Journalist zu werden. Dort las er seine ersten Alpinbücher, unter anderem Alleingang am Nanga Parbat von Reinhold Messner. Er wechselte zwischen Akademie, Gelegenheitsjobs und den Bergen. Im alpinen Bergsteigerclub erhielt er die ersten fachlichen Ausbildungen und zog in den freien Sommermonaten in den Pamir, wo er seine ersten Solo- und Speed-Besteigungen durchführte und als Bergführer für Touristen arbeitete.
Im Sommer 1992 führte er westliche Alpinisten nach Kasachstan und traf dabei auf das kasachische Militärsport-Team beim Training; dessen  Cheftrainer Ervand Iljinskij ihn fragte, ob er mitmachen wolle. Iljinskij war Leiter des kasachischen Militär-Projektes The Conquering of All The Highest Mountains by the National Team, dessen Ziel es war, alle 14 Achttausender zu besteigen. Urubko beschloss, sich dem kasachischen Militärsport-Team anzuschließen, was sich allerdings schwierig gestaltete, da er als Russe nicht in die kasachische Armee aufgenommen werden konnte. Im Sommer 1993 durchstieg er die 6400 Meter hohe Marble Wall im Tian Shan und Iljinskij ermöglichte ihm die Teilnahme an einer militärischen Expedition. Dabei bestieg er zwei Mal den Khan Tengri. Er erlangte eine Aufenthaltsgenehmigung und trat im Dezember 1993 in die kasachische Armee ein. Als nicht bevollmächtigter Offizier des Central Sport Club of Kazakhstan Army hatte er ein festes Gehalt und konnte sich ausschließlich dem Training widmen. In der ehemaligen UdSSR gab es nur in Kasachstan eine alpinistisch orientierte Heeresabteilung. Dieses Militär-Sport-Korps wurde wesentlich von Sergei Samoilow geprägt, der Urubkos Mentor und Expeditionsleiter wurde.
Nach dem Tod von Anatoli Bukrejew im Jahr 1997 plante Simone Moro, dessen Idee, alle fünf Siebentausender der ehemaligen Sowjetunion innerhalb weniger Wochen in einer einzigen Expedition zu besteigen, mit Mario Curnis und zwei Mitgliedern des kasachischen militärischen Sportkorps umzusetzen. Die Wahl fiel dabei auf Denis Urubko und Andrei Molotow. In nur 39 Tagen (vom 16. Juli bis 24. August 1999) bezwangen Urubko und Molotow, den Pik Ismoil Somoni, Pik Korschenewskaja, Pik Lenin, Dschengisch Tschokusu und Khan Tengri und wurden mit dem Schneeleopard-Orden ausgezeichnet. Die Besteigung aller Siebentausender innerhalb einer Saison gelang damit zum zweiten Mal (nach der Besteigung im Jahr 1991). Nachdem Moro am Pik Pobeda wegen Magenproblemen aufgeben musste, bestiegen Urubko und Molotow alleine den Gipfel. Curnis erreichte drei Gipfel und auf zweien war auch Alexander Gubajew mit dabei.
Urubko erweiterte durch die Begegnung mit Moro seine Kenntnisse des Bergsteigens, lernte Sport- und Eisklettern kennen und setzte sich tiefer mit der Natur auseinander. Gemeinsam mit Moro unternahm er die Everest-Lhotse-Überschreitung. Parallel zu diesen Projekten trainierte Urubko weiterhin mit der Militär-Sportgruppe. Moro führte ihn in den folgenden Jahren zu weiteren Achttausendern. Er half ihm außerdem, Sponsoren zu finden und lehrte ihn, Expeditionen zu organisieren. Neben vielen weiteren gemeinsamen Besteigungen sind sie freundschaftlich verbunden.
Ende Januar 2018 holte Urubko gemeinsam mit Adam Bielecki die in Bergnot geratene französische Höhenbergsteigerin Elisabeth Revol vom Nanga Parbat. Urubko und Bielecki gehörten zum Team der polnischen K2-Winterexpedition und wurden mit Helikoptern an den Fuß der Diamir-Flanke gebracht. Innerhalb von wenigen Stunden stiegen sie durch technisch schwieriges Gelände zu Revol auf, auf die sie in etwa 6200 Metern Höhe trafen.
Im Februar 2020 kündigte Urubko nach seinem gescheiterten Versuch der Winterbesteigung des Broad Peak an, keine Expeditionen an hohen Bergen mehr unternehmen zu wollen.

### Privates
Urubko ist verheiratet und hat zwei Kinder. Er ist mit der spanischen Kletterin Maria „Pipi“ Cardell liiert.

## Besteigungen der Achttausender
Urubko stand mittlerweile 21 Mal auf dem Gipfel eines Achttausenders.

### Mount Everest (2000)
Im Jahre 2000 bestieg er als Training den Khan Tengri vom Basislager (4000 m) bis zum Gipfel (7010 m) in nur sieben Stunden und 40 Minuten. Im selben Jahr erreichte er nach fünf Tagen ohne zusätzlichen Sauerstoff auf über 8000 m den Gipfel des Mount Everest mit Simone Moro über die Südroute. Es war in dieser Expedition auch geplant, den Lhotse zu besteigen.

### Lhotse (2001)
Ein Jahr später, 2001, erfolgte zusammen mit Moro die erste Winterbegehung der Marble Wall (6400 m) im kasachischen Teil des Tian Shan im alpinen Stil und in nur zwei Tagen ohne vorhergehende Akklimatisierung. Der Berg gehört zu den nördlichsten und abgelegensten Sechstausendern Zentralasiens, trotzdem haben sie nur acht Tage von Almaty zum Gipfel gebraucht. Anschließend ging es weiter zu einer erneuten Everest-Lhotse-Überquerung, bei der er den Lhotse allein erreichte. Moro verbrauchte seine Kräfte für einen Gipfelerfolg während einer nächtlichen Bergung des englischen Bergsteigers Tom Moore auf über 8000 m Höhe. Urubko verzichtete anschließend auf einen weiteren Alleingang zum Mount Everest, er wollte die Überquerung lieber nochmals neu zusammen mit Moro versuchen.

### Hidden Peak und Gasherbrum II (2001)
Im selben Jahr der Lhotse Besteigung erreichte Urubko mit der National Kazakhstan Expedition noch den Gasherbrum I über das Japanercouloir und den Gasherbrum II. Damit schaffte er also insgesamt drei Achttausender in einem Jahr. Den Gasherbrum II bestieg er von 5800 m bis zum Gipfel in sieben Stunden und 30 Minuten. Der Abstieg erfolgte in vier Stunden.

### Kangchendzönga (2002)
Nach weiteren Besteigungen in Kasachstan zusammen mit Moro, der Besteigung des Kangchendzönga über die Südwestwand im Laufe der Kazakhstan Kangchenjunga Spring 2002 Expedition und des Shishapangma-Mittel- und Hauptgipfels im Jahr 2002 hatte Urubko bereits drei der vier höchsten Berge der Welt bestiegen. Am 19. Mai 2014 erreichte er erneut den Gipfel, diesmal über die Nordwand.

### Broad Peak und Nanga Parbat (2003)
Für 2003 war eine Pakistan-„drei in einer“-Expedition zum Nanga Parbat, Broad Peak und K2 geplant. An dieser kasachischen Expedition durften neben dem gesamten nationalen Militärteam auch Bergsteiger anderer Nationen teilnehmen, darunter auch Moro, mit dem Urubko den Broad Peak über den Normalweg bestieg. Die Expedition war auch am Nanga Parbat über die Kinshofer-Route erfolgreich. Eine Variante dieser Route konnte durch Jean-Christophe Lafaille und Ed Viesturs, aber nur zum Teil durch Moro, vollendet werden. Auf den K2 wurde vorerst verzichtet. Den versuchte Urubko erst mit der Winter Polish Expedition am Ende des Jahres über den Nordgrat zu erreichen, kam aber über eine Höhe von 7750 m nicht hinaus.

### Annapurna (2004)
2004 gelang eine spektakuläre Erstbegehung am Baruntse (7220 m) mit Moro und Bruno Tassi durch Erreichen des 7056 m hohen Nordgipfels (Baruntse nord, auch Khali Himal genannt) über die Nordwestwand. Die Route wurde auf „Ciao Patrick“ getauft und damit dem verunglückten Alpinisten und Bergführer Patrick Berhault gewidmet. Diese Besteigung gewann auch die „Russischen Alpinismus-Meisterschaften“, sozusagen den „Piolet d’Or“ des Ostens. Im Jahr 2004 kam Urubko mit Simone Moro an die Annapurna. Moro musste wegen Magenproblemen aufgeben, aber Urubko erreichte um 1:20 Uhr in der Nacht allein den Gipfel. Diese intensiven Erlebnisse absoluter Ausgesetztheit, der Mondschein und die zum Greifen nahen Sterne, veränderten, laut Interview-Aussagen, sein Leben. Es folgte in diesem Jahr noch eine Peak-Lenin-Winterbesteigung.

### Broad Peak (2005)
Mit Sergei Samoilow gelang 2005 der Broad Peak im Alpinstil über eine neue Route in der Südwestwand. Urubko stand zum zweiten Mal am Gipfel. An dieser von dem Italiener Roberto (alias Roby) Piantoni geleiteten Italian-Kazakh Expedition nahmen auch Mario Merelli, Domenico Belingheri, Stefano Magri, Marco Astori und Matteo Piantoni teil, die den Broad Peak über den Normalweg bestiegen.

### Manaslu (2006)
Auch den Gipfel des Manaslu erreichte Urubko zwei Mal: am 25. April 2006 über den Normalweg und am 8. Mai desselben Jahres über eine neue Route in der Nordostwand, jeweils zusammen mit Sergei Samoilow als Zwei-Mann-Expedition (Manasly Kazakhstan Expedition). Am 14. September schaffte Urubko den Weltrekord im Speed-Climbing auf den Elbrus in drei Stunden, 55 Minuten und 58 Sekunden von Azau (2400 m) bis zum Elbrus Westgipfel (5642 m).

### Dhaulagiri und K2 (2007)
Es folgten im Jahr 2007 der Dhaulagiri über den Normalweg (Nordwestgrat) und am 2. Oktober 2007 der K2 über die Japaner-Route am selten begangenen Nordwestgrat, wiederum als Zwei-Mann-Expedition mit Sergei Samoilow. Nie zuvor war der Gipfel des K2 zu einem so späten Zeitpunkt im Jahr erreicht worden. Diese Besteigung zählt zweifelsfrei zu den ganz großen alpinistischen Leistungen im Karakorum.

### Makalu (2008, Winter 2009)
Den Gipfel des Makalu bestieg Urubko ebenfalls zwei Mal: das erste Mal im Frühjahr 2008 mit Svetlana Sharipova, Boris Dedeshko und Eugeny Shutov; das zweite Mal im darauf folgenden Winter, am 9. Februar 2009, mit Simone Moro. Dies war die erste Winterbesteigung des Makalu, an der vorher schon viele namhafte Bergsteiger scheiterten. Diese herausragende Leistung wurde mit dem Schweizer Eiger Award 2009 honoriert. In diesem Jahr glückte ihm noch im Alpinstil der Acht-Bergsteigerinnen-Peak im Tian Shan.

### Cho Oyu (2009)
Den Gipfel des Cho Oyu erreichte er im Alpinstil am 11. Mai 2009 über eine neue direkte Route durch die Südostwand zusammen mit Boris Dedeshko. Nach seinen eigenen Aussagen war das auf Grund überhängender Felspartien, mit dem mehrmaligen notwendigen Wechseln zwischen Schalenschuhen und Sportkletterpatschen, den lawinengefährlichen Abhängen und schlechten Wetterbedingungen mit Abstand sein schwierigstes und gefährlichstes Abenteuer im Himalaya. Ihm wurde während der Besteigung bewusst, dass unter diesen Bedingungen viele Bergsteiger bereits gestorben waren. Diese Leistung wurde mit dem Piolet d’Or Asia 2009 und dem Piolet d’Or 2010 ausgezeichnet.
Mit der erfolgreichen Besteigung des Cho Oyu hat Denis Urbko als 15. Bergsteiger alle 14 Achttausender bestiegen und als Achter ohne Zuhilfenahme zusätzlichen Sauerstoffs.

### Lhotse (Alleingang 2010)
2010 glückte trotz extremer Windverhältnisse im Alleingang die Erstbegehung einer Verschneidung parallel zum Grat vom Mount-Everest-Südsattel (South Col, Lager 3, C3) zum Lhotse-Hauptgipfel während einer Expedition mit Simone Moro.

### Gasherbrum II (Winter 2011, Sommer 2019)
Am 2. Februar 2011 gelang mit dem Gasherbrum II die erste Winterbesteigung eines Achttausenders im Karakorum, gemeinsam mit Simone Moro und Cory Richards. Die Anreise zum Basislager erfolgte im Helikopter, die tiefste Temperatur lag bei −48 °C. Es war dies die einzige erfolgreiche Winterbesteigung eines 8000ers in diesem Jahr.
Im Jahr 2019 erschloss er vom 31. Juli bis 1. August eine neue Route am Berg im Alleingang.

### Versuche (Winter)
Am 26. Dezember 2011 startete Urubko mit Simone Moro zu einem Versuch der ersten Winterbesteigung des Nanga Parbat über eine neue Route, da die Kinshofer-„Normalroute“ vor Ort auf Grund der Eisverhältnisse zu gefährlich erschien. Nach Errichten des Basislagers auf 4200 Metern Höhe am 3. Januar 2012 konnten noch drei Lager bis in eine Höhe von 6600 Metern aufgebaut werden. Ab dem 27. Januar vereitelten jedoch anhaltende Schneefälle jeden weiteren Aufstieg oder Gipfelversuch. Am 15. Februar wurde aufgrund gleichbleibend ungünstiger Wetterprognosen schließlich der Entschluss zum Abbruch der Expedition gefasst. Die tiefste gemessene Temperatur betrug −41 °C auf Höhe Lager 3 und im Basislager −26 °C.
Im Winter 2018 machte er als Teilnehmer der polnischen K2-Winterexpedition Schlagzeilen mit einer versuchten Alleinbesteigung.
Im Winter 2020 wollte er gemeinsam mit Don Bowie und Lotta Hintsa den Broad Peak besteigen. Nachdem Bowie höhenkrank wurde und von Urubko ins Basislager gebracht werden musste, wurden Bowie und Hintsa von einem Hubschrauber der pakistanischen Armee nach Skardu gebracht. Urubko startete daraufhin allein einen Versuch bei widrigen Wetterbedingungen. Er wurde von einer Lawine mitgerissen, schaffte es aber selbständig zurück ins Basislager.

## Besteigungsstatistik
- rund 1500 Besteigungen
- 34 Solo-Besteigungen
- 32 Besteigungen von höchster Qualität laut CIS Klassifikation
- 5 Sechstausender-Besteigungen
- 11 Siebentausender
- 21 erfolgreiche Achttausender-Besteigungen

## Auszeichnungen
- David A. Sowles Memorial Award 2019
- Golden Piton 2011 der Zeitschrift Climbing
- Piolet d’Or 2010
- Eiger Award 2009
- Piolet d’Or Asia 2009
- Träger des Schneeleopard-Ordens
- Vierfacher UIC Alpinism Champion in Kasachstan und Kirgisien
- Bester kasachischer Bergsteiger 1998, 1999, 2000, 2001
- Sieger des kasachischen Speed-Besteigungswettbewerbes am Amangeldy Peak (3999 m) in den Jahren 1997, 1998, 1999
- Zweite Plätze bei kombinierten Sportkletterbewerben (Speed und Rock Climbing) 1998 und 1999
- Kapitän des nationalen kasachischen Bergsteigerteams